# Зелёный, Георгий Павлович
Георгий Павлович Зелёный (1878—1951) — русский и советский физиолог, один из первых учеников Ивана Павловича Павлова, работавший под его руководством в период создания учения об условных рефлексах.

## Биография
Родился в 1878 году в Одессе (Херсонская губерния Российской империи) в православной дворянской семье земского деятеля, издателя «Одесского вестника», городского головы Одессы Павла Александровича Зелёного (1839—1912). В 1901 году окончил медицинский факультет Киевского университета.
С 1905 года работал в Императорском институте экспериментальной медицины в Санкт-Петербурге. В 1907 году защитил докторскую диссертацию «Материалы к вопросу о реакции собаки на звуковые раздражения» (Санкт-Петербург, 1907). В 1919 году организовал в Петроградском ветеринарном институте кафедру физиологии животных, которую возглавлял, по данным Большой медицинской энциклопедии, с 1920 по 1951 год, по данным официальной страницы кафедры — с 1919 года по 1920 год.
Когда в 1951 году был основан Журнал высшей нервной деятельности имени И. П. Павлова, в нём весной того же года была опубликована статья Г.П. Зелёного «О методике исследования условных рефлексов у животных». Это была его первая ныне известная публикация с 1938 года. Согласно Большой медицинской энциклопедии, Г. П. Зелёный скончался в том же году.

## Некоторые работы
- Материалы к вопросу о реакции собаки на звуковые раздражения, диссертация, Санкт-Петербург, 1907
- Собака без полушарий большого мозга, Труды Общества русского врачей в Санкт-Петербурге за 1911—1912 год, стр. 50, Санкт-Петербург, 1912
- Результаты последних работ над собаками без мозговых полушарий, в кн.: Психо-неврологические науки в СССР, под ред. А. Б. Залкинда, стр. 92, М.—Л., 1930.
- О методике исследования условных рефлексов у животных. Журнал высшей нервной деятельности имени И. П. Павлова, 1951 (март—апрель).